# Ollerloh
Ollerloh (auch Oellerloh) war ein Dorf in der Nähe von Uetersen im  Kreis Pinneberg.
Das Dorf Ollerloh wurde erstmals in einer Urkunde aus dem 12. Jahrhundert erwähnt und lag an einem historischen Heerweg, in der Nähe des damaligen Dorfes Uetersen. Die Einwohner lebten vermutlich, wie viele Bewohner in der Umgebung, von der Landwirtschaft und Torfgewinnung. Der Ort erscheint später noch einmal im Jahr 1234 in der Fundatio des Klosters Uetersen. Dort wird die Schenkung eines an Bausteinmaterial reichen Platz auf dem Gebiet von Ollerloh zum Bau der ersten Klosterkirche Uetersen erwähnt. Letztmals wird das Dorf 1240 schriftlich festgehalten.   
Da es aus dieser Zeit kaum schriftliche Aufzeichnungen gibt, wird vermutet, dass das Dorf um 1290 durch einen Brand oder Brandstiftung nach einem Überfall zerstört wurde. Zu dieser Zeit wurde das Gebiet um Uetersen häufig von Räubern und Plünderern heimgesucht, die entlang der Heerstraße zogen. Trotz intensiver Nachforschungen in alten Aufzeichnungen ist nicht mehr festzustellen, wo sich der Ort genau befand. Es gab bis ca. 1930 die Vermutung, der Ort befand sich in der Nähe von Klein Nordende an der Liether Kalkgrube. Dies wurde durch den Heimatforscher Hans Ferdinand Bubbe und nach Auswertungen alter Topographiekarten widerlegt. In den 1970er Jahren wurden bei Bauarbeiten in Uetersen Überreste einer Siedlung gefunden. Ob es sich dabei um das Dorf Ollerloh handelte, konnte zur damaligen Zeit nicht bestätigt werden.